# Бяла река (област Смолян)
 Тази статия е за селото в Област Смолян.  За другите села с това име вижте Бяла река.  
Бяла река е село в Южна България. То се намира в община Рудозем, област Смолян.

## География
Село Бяла река се намира в планински район само на няколко километра от общинския център Рудозем.